# William F. Dickson
William Forster Dickson (24. september 1898 Northwood, Middlesex – 12. september 1987 Swindon) var under 1. verdenskrig en engelsk RNAS- og RAF-pilot, som den 19. juli 1918 deltog i første angrebsbølge i bombardementet af luftskibsbasen i Tønder med sit Sopwith Camel biplan jagerfly, lettet fra hangarskibet HMS Furious.
Under 2. verdenskrig var han bl.a. øverstkommanderende for Desert Air Force.

## Bombardementet i Tønder 19. juli 1918
Omkring 30 km vest for Lyngvig Fyr lettede Dickson fra hangarskibet HMS Furious tidligt om morgenen den 19. juli 1918 og ankom efter 150 km og knap 1½ times flyvning til Tønder, hvor han som deltager i første angrebsbølge skulle bombardere Toska-dobbelthallen under ledelse af flight commander William D. Jackson.
Fra 700 fods højde kastede Dickson sin første bombe på 50 pund, men han havde taget fejl af hallerne og ramte Tobias-hallen.
Den næste bombe han kastede ramte dog Toska-hallen, hvor luftskibene L 54 og L 60 brød i brand.
På hjemturen landede Dickson i havet 40 mile ca. vest for Blåvandshuk og blev samlet op af destroyeren HMS Violent.
Få dage senere dekoreredes han af kong George 5. med DSO-ordenen for at have udvist store evner og galanteri på langdistancebombetogtet og droppet bomber på en flyvestation fra en lav højde med ødelæggende virkning, mens han var udsat for farlig beskydning fra fjenden og fik værdifuld information med hjem.

## Senere karriere ved flyvevåben
I starten af 1920'erne fungerede Dickson som testpilot for Royal Air Force.
Mellem 1929-1934 var han tilknyttet Indian Air Force og tildeltes Order of the British Empire-ordenen.
I 1937 avancerede han til Wing Commander og 1939 studerede han på Royal College of Defence Studies.
Under 2. verdenskrig forestod Dickson en del planlægnings-opgaver og avancerede 1942 til air vice-marshal (generalmajor) og 1944 til kommanderende for Desert Air Force.
I sin lange karriere ved Royal Air Force blev Dickson 1953 forfremmet til Chief of the Air Staff, 1954 til marshal og 1959 til Storbritanniens første Chief of the Defence Staff.

## Familie
William F. Dickson var søn af Campbell Cameron Forster Dickson og hustru Agnes, født Nelson-Ward.
Faderen var advokat ved Royal Courts of Justice.
William var gennem sin mors slægt tipoldebarn af Lord Nelson.

I 1932 giftede han sig med Patricia Marguerite Allen.
De fik 2 døtre, hvoraf den ene døde som lille.

## Eksterne links
- Dickson, William - Imperial War Museum interview fra 1978.
- Papers of Air Marshal Sir William Dickson Arkiveret 14. maj 2011 hos  Wayback Machine - Churchill Archives Centre
- Marshal of the RAF Sir William Dickson - rafweb.org
- Marshal of the Royal Air Force, sir William Forster Dickson Arkiveret 15. august 2014 hos  Wayback Machine - asisbiz.com

1. ↑  Capt. Dixon's daring feat - New York Times 25. juli 1918.
2. ↑  William Forster Dickson, Sir - geni.com